# Erik (wrestler)
Raymond Rowe (ur. 21 sierpnia 1984 w Cleveland) – amerykański profesjonalny wrestler, obecnie występujący w federacji WWE w brandzie Raw pod pseudonimem ringowym Erik. Jest najbardziej znany z występów w drużynie War Machine/War Raiders/The Viking Raiders wraz z Ivarem. Wspólnie z nim jest byłym posiadaczem IWGP Tag Team Championship i ROH World Tag Team Championship.

## Kariera profesjonalnego wrestlera

### Wczesna kariera (2003–2013)
Rowe był trenowany przez Josha Prohibitiona i Lou Marconiego. Zadebiutował na scenie federacji niezależnych w maju 2003.

### Ring of Honor (2003–2017)
Rowe zadebiutował w federacji Ring of Honor (ROH) 1 czerwca 2013, gdzie w pierwszej walce przegrał z Bobbym Fishem. Do federacji powrócił 4 stycznia 2014 i wziął udział w turnieju Top Prospect Tournament 2014. Dotarł do finału, w którym przegrał z Hansonem. Pomimo przegranej, w kwietniu 2014 wspólnie z Hansonem zaczął regularnie występować w ROH jako drużyna War Machine.
W sierpniu Rowe brał udział w wypadku motocyklowym i odniesienie wielu kontuzji spowodowało przerwę od występów na wiele miesięcy. Powrócił 1 marca 2015 podczas gali ROH 13th Anniversary Show, gdzie asystował Hansonowi w jego pojedynku o World Championship w walce wieczoru. 22 sierpnia 2015, War Machine pokonali Killer Elite Squad (Davey Boy Smitha Juniora i Lance'a Archera) w non-title matchu, dzięki czemu mogli zawalczyć o ich GHC Tag Team Championship (tytuły federacji Pro Wrestling Noah).  Rowe i Hanson zawalczyli z nimi w Japonii 19 września, lecz zostali pokonani. 18 grudnia podczas gali Final Battle, War Machine pokonali The Kingdom (Matta Tavena i Michaela Bennetta), dzięki czemu zdobyli ROH World Tag Team Championship. Tytuły utracili 9 maja 2016 podczas gali War of the Worlds na rzecz The Addiction (Christophera Danielsa i Frankiego Kazariana). 16 grudnia 2017 wystąpili w ostatniej walce dla federacji ROH.

### Japonia (2015–2017)

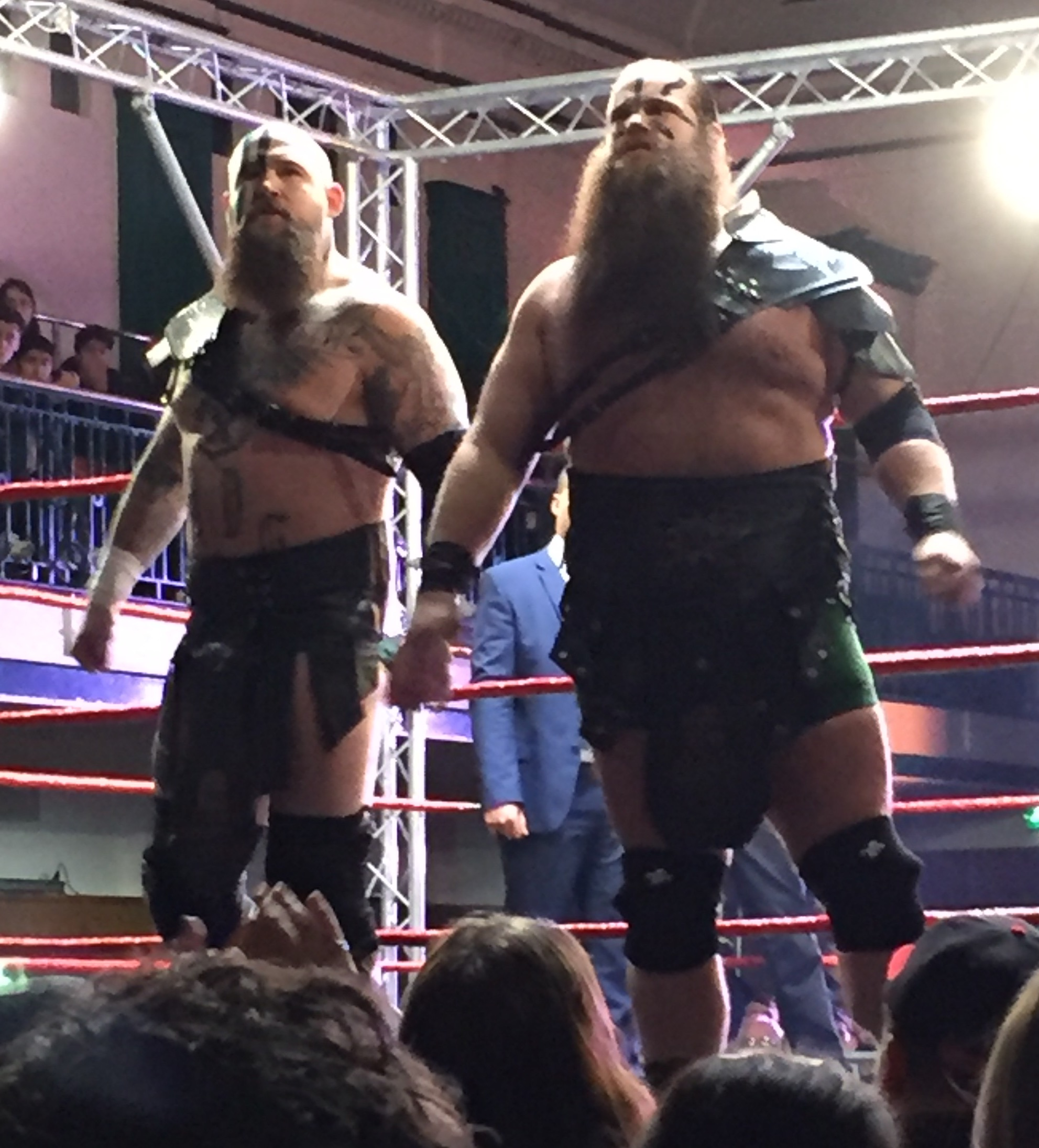
War Machine w styczniu 2017

14 września 2015, Rowe i Hanson zadebiutowali dla federacji Pro Wrestling Noah, gdzie wspólnie z Takashim Sugiurą pokonali członków grupy Suzuki-gun (Davey Boy Smitha Juniora, Lance'a Archera i Minoru Suzukiego). Dzięki zwycięstwu, pięć dni później zawalczyli ze Smithem i Archerem o ich GHC Tag Team Championship, lecz przegrali pojedynek.
W listopadzie 2016, War Machine zadebiutowali dla New Japan Pro-Wrestling (NJPW) i wzięli udział w turnieju World Tag League 2016. Zdołali wygrać cztery walki z siedmiu, przez co nie dostali się do finałów. 9 kwietnia 2017 podczas gali Sakura Genesis, War Machine pokonali Tencozy (Hiroyoshiego Tenzana i Satoshiego Kojimę), przez co zdobyli tytuły IWGP Tag Team Championship. Utracili je na rzecz Guerrillas of Destiny (Tama Tongi i Tangi Loa) 11 czerwca na gali Dominion 6.11 in Osaka-jo Hall, lecz odzyskali w no disqualification matchu podczas gali G1 Special in USA z 1 lipca. War Raiders stracili tytuły na rzecz Killer Elite Squad w three-way matchu (w którym brali udział również Guerrillas of Destiny) podczas gali Destruction in Kobe z 24 września.

### WWE (od 2018)
16 stycznia 2018 zostało ogłoszone, że Rowe i Hanson podpisali kontrakty z WWE i rozpoczną dalsze treningi w szkółce WWE Performance Center, a także zostaną przydzieleni do rozwojowego brandu NXT. Zadebiutowali w telewizji 11 kwietnia podczas odcinka tygodniówki NXT, gdzie jako War Raiders zaatakowali drużynę Heavy Machinery (Otisa Dozovica i Tuckera Knighta), a także Riddicka Mossa i Tino Sabbatelliego.

## Życie prywatne
Raymond Rowe, a także jego tag teamowy partner Todd Smith, są zwolennikami ruchu straight edge.

## Styl walki
- Finishery

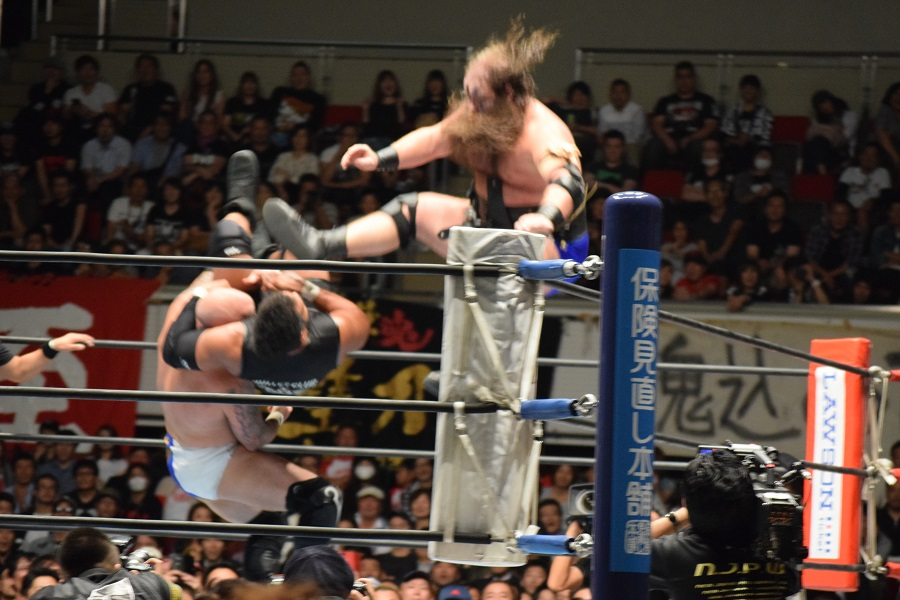
War Machine wykonujący Fallout na Tandze Loa

  - Death Rowe (Full nelson z podniesieniem i wykonaniem ciosu kolankiem w tył głowy oponenta)[22]

- Inne ruchy
  - Double leg takedown wraz z dodaniem waist-lock takedownu[23][24]
  - Forearm smash[25][26][27]
  - Wariacje suplexów
    - Exploder suplex[28]
    - High-angle belly-to-back suplex[25][26]
    - Overhead belly-to-belly suplex[23][24][28]
    - Saito suplex[29]

  - Shotgun Knees (Running double knee strike)
  - Suicide dive[28][30]

- Z Hansonem
  - Drużynowe finishery
    - Fallout (Belly-to-back suplex (Rowe) / diving leg drop (Hanson))[31]

  - Inne ruchy drużynowe
    - Double chokeslam[31]
    - Hanson wykonujący powerbomb na Rowe, który ląduje na leżącym przeciwniku[27][31]

- Przydomki
  - „Death Rowe”[4]
  - „Mr. Right”[4]

- Motywy muzyczne
  - „Am I Evil?” ~ Metallica[4]
  - „War” ~ CFO$ (NXT; od 11 kwietnia 2018)

## Mistrzostwa i osiągnięcia
- Anarchy Championship Wrestling

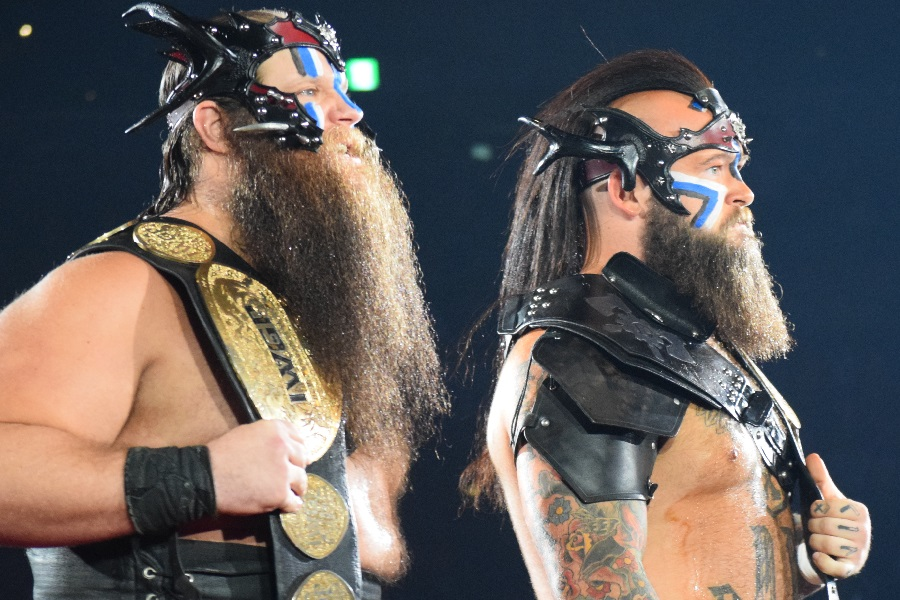
Rowe (po prawej) i Hanson będący w posiadaniu IWGP Tag Team Championship

  - Anarchy Heavyweight Championship (1 raz)
  - World Hardcore Championship (1 raz)[32]

- Absolute Intense Wrestling
  - AIW Absolute Championship (1 raz)[33]
  - J.T. Lightning Tournament (2015)[34]

- Brew City Wrestling
  - BCW Tag Team Championship (1 raz) – z Hansonem

- Cleveland All-Pro Wrestling
  - CAPW Heavyweight Championship (1 raz)[35]
  - CAPW Tag Team Championship (1 raz) – z Jasonem Banem[35]

- Firestorm Pro Wrestling
  - Firestorm Pro Heavyweight Championship (1 raz)

- International Wrestling Cartel
  - IWC World Heavyweight Championship (1 raz)
  - IWC Tag Team Championship (1 raz) – z J-Rocc'em[36]

- New Japan Pro-Wrestling
  - IWGP Tag Team Championship (2 razy) – z Hansonem[17][19]

- NWA Branded Outlaw Wrestling
  - NWA BOW Heavyweight Championship (1 raz)[37][38]
  - NWA BOW Outlaw Championship (1 raz)

- NWA Lone Star
  - NWA Lone Star Junior Heavyweight Championship (1 raz)
  - NWA Lone Star Tag Team Championship (1 raz) – z Jaxem Danem[39]

- NWA Wrestling Revolution
  - NWA Grand Warrior Championship (2 razy)

- Pro Wrestling Illustrated
  - PWI umieściło go w top 500 wrestlerów rankingu PWI 500: 308. miejsce w 2014; 203. miejsce w 2015; 97. miejsce w 2016; 117. miejsce w 2017[40]

- Ring of Honor
  - ROH World Tag Team Championship (1 raz) – z Hansonem[10]

- VIP Wrestling
  - VIP Heavyweight Championship (2 razy)[41]
  - VIP Tag Team Championship (1 raz) – z Hansonem[42]

- What Culture Pro Wrestling
  - WCPW Tag Team Championship (1 raz) – z Hansonem[43]